# カシュテラ
カシュテラ（クロアチア語:Kaštela）、あるいはカシテラは、クロアチアの都市。クロアチアのダルマチア地方沿岸部、スプリトの北西に位置し、海岸沿いに並ぶ複数の小規模な町であるが、全体でひとつの都市（grad）として扱われる。2001年時点の人口は34,103人であるが、人口2,500人から6,500人程度の7つの町に分かれている。
カシュテラとは、城（英語：castle）を意味するカシュテル Kaštel の複数形である。カシュテラを構成する町は以下の通り。
- カシュテル・シュタフィリチ（Kaštel Štafilić） - 2,650人
- カシュテル・ノヴィ（Kaštel Novi）- 5,309人
- カシュテル・スタリ（Kaštel Stari）- 6,448人
- カシュテル・ルクシチ（Kaštel Lukšić）- 4,880人
- カシュテル・カンベロヴァツ（Kaštel Kambelovac）- 4,505人
- カシュテル・ゴミリツァ（Kaštel Gomilica）- 4,075人
- カシュテル・スチュラツ（Kaštel Sućurac）- 6,236人

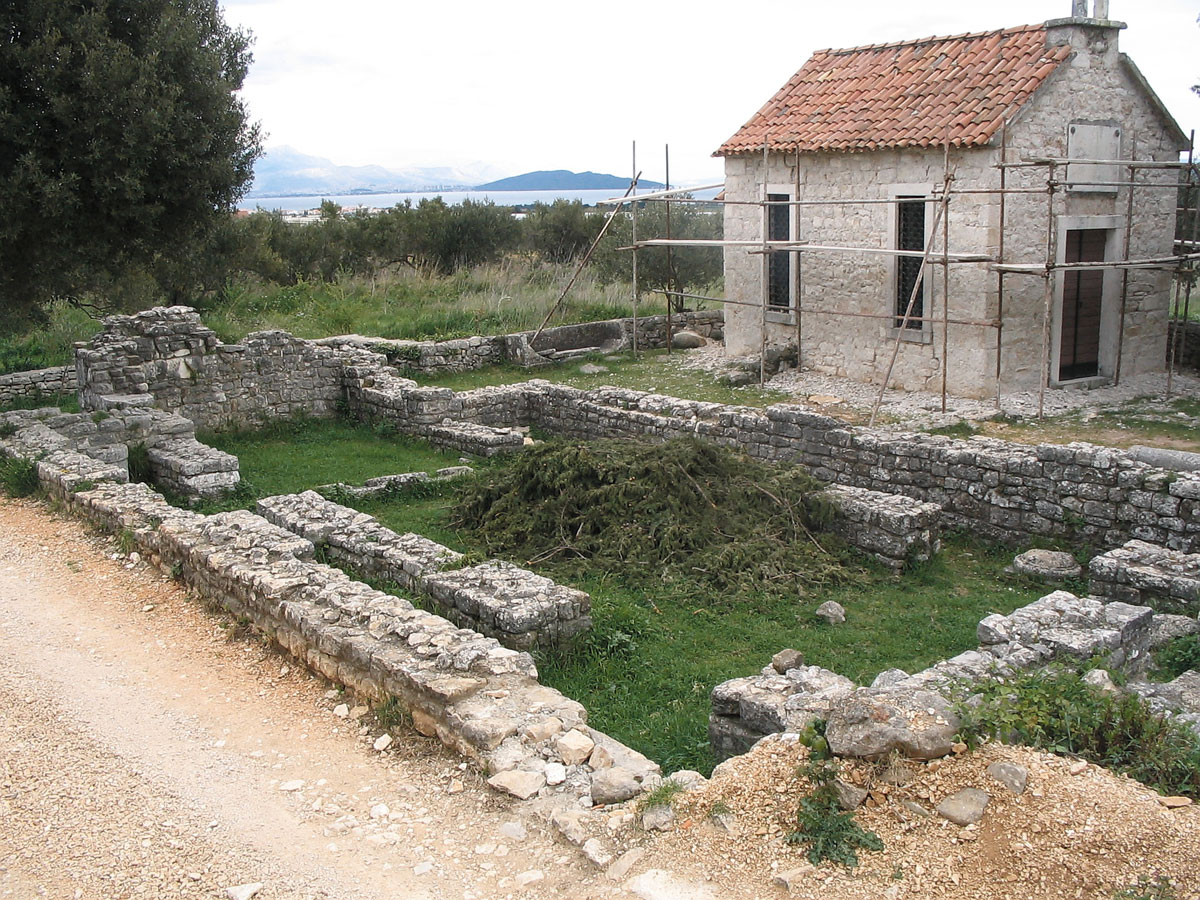
カシュテル・ノヴィのビヤチにある遺跡

カシュテラ・リヴィエラは長さ20キロメートルにわたる肥沃な土地であり、スプリトの北西の海岸に沿って広がり、古代ローマで初の浮きドックなどもある。カシュテラは、古い町や比較的新しい町を含む7つの町によって構成されている。カシュテラ地域は、穏やかなアドリア海と背後に広がる急峻な岩山という自然の造形、そして恵まれた土壌によって、先史時代から人をひきつけてきた。かつては古代ギリシャの港であり、ローマの退役軍人たちの訪問先であり、クロアチアの王たちのための場であり、そして現代ではリゾート観光の地となっている。長く伸びた砂浜にはテラスや展望所、テニスコートやその他のスポーツ・グランド、生い茂るマツとギョリュウの木が並ぶ。カシュテル・スチュラツの郊外には工業地帯が形成され、アルミニウム精製工場がある。また、スプリト・カシュテラ空港もカシュテラにある。また、カシュテラの郊外には、古代遺跡サロナがあり、古代ローマ以前の時代から都市か築かれていた。
ヤドロ川は古代のディオクレティアヌス宮殿への水道であり、ソリン（サロナ）から流れ出し、スプリトとカシュテラに水を供給している。研究によると、ヤドロ川の源泉の水は極めて水質がよいとされている。複数の水文学の研究がこの地で行われている。

## 姉妹都市
- リンドラー（英語版）、ドイツ
- ザプレシチ、クロアチア
- キセリャク、ボスニア・ヘルツェゴビナ
- クプレス（クロアチア語版）、ボスニア・ヘルツェゴビナ
- バルデヨフ、スロバキア
- プルジェロフ、チェコ
- フラデツ・クラーロヴェー、チェコ
- プシュチナ（英語版）、ポーランド

## 参考文献

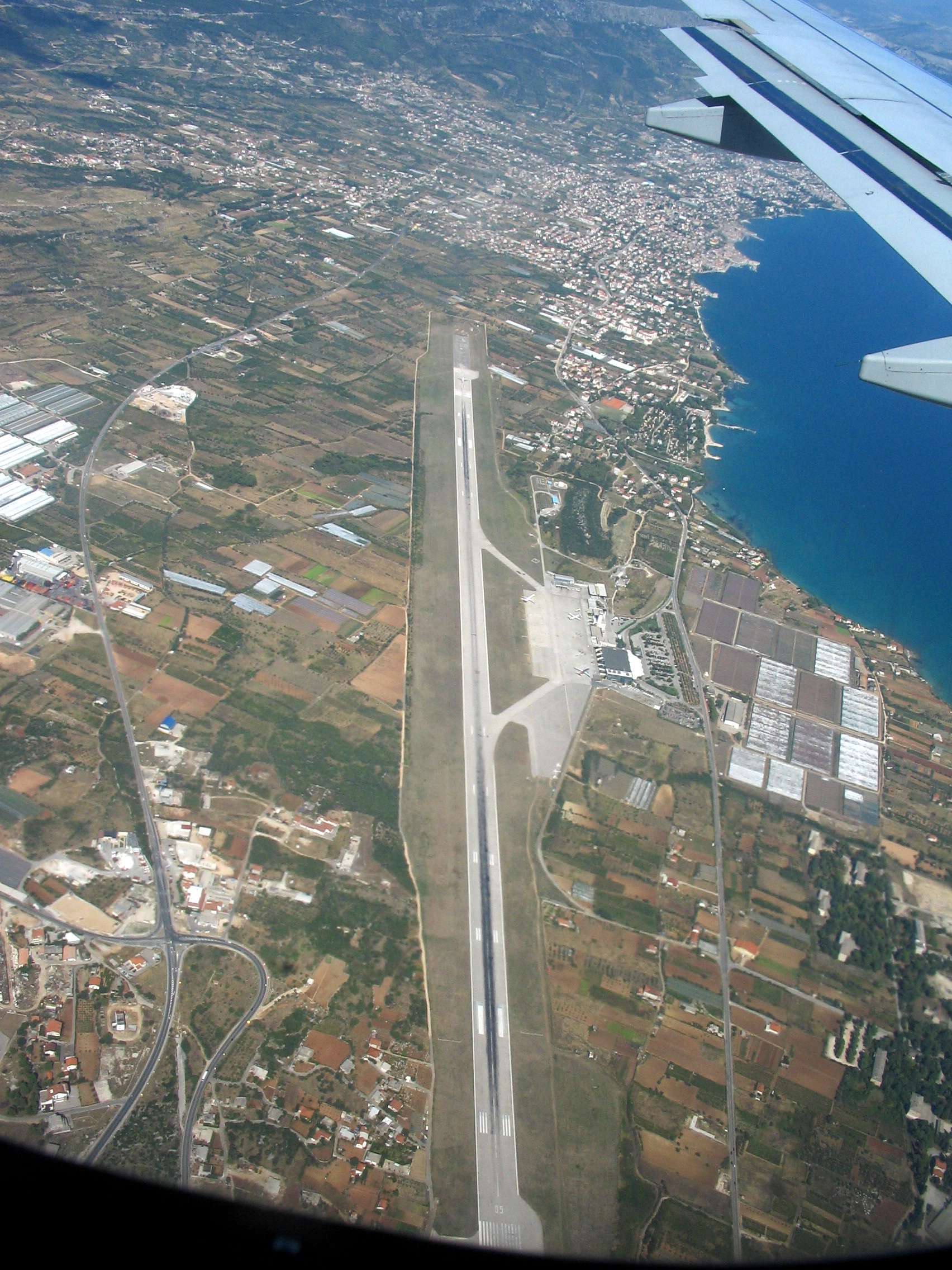
上空からみたスプリト・カシュテラ空港とカシュテラの町

## 出身者
- エレナ・アライベク - バレーボール選手